# 161-я партизанская бригада имени Г. И. Котовского

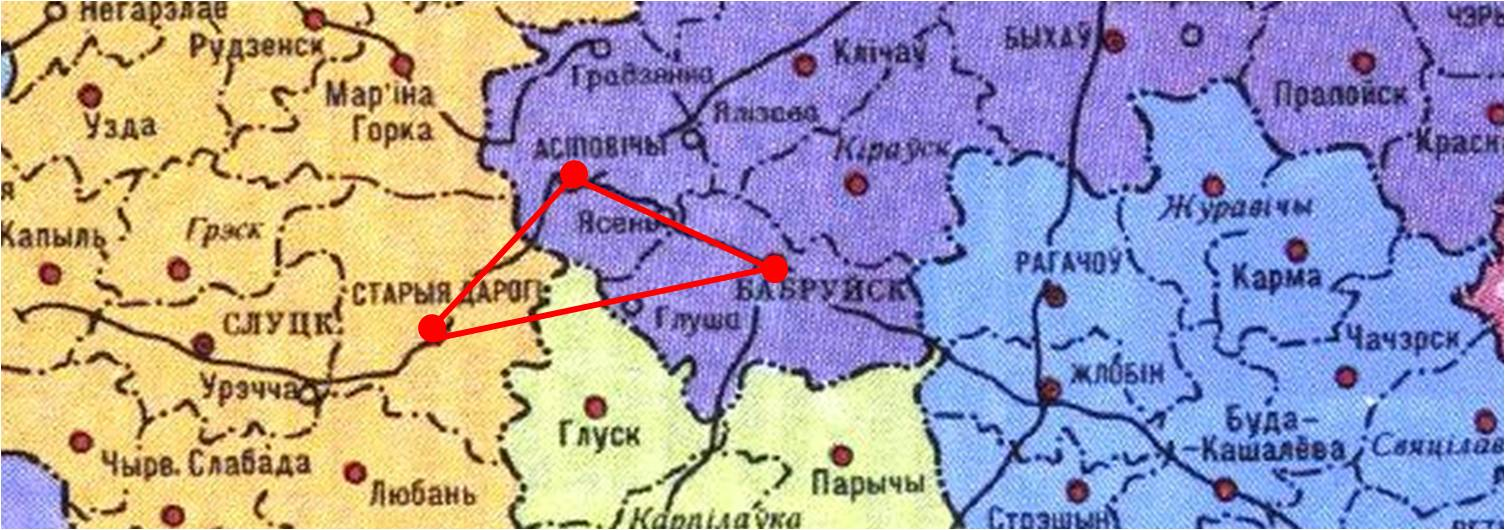
Район боевой деятельности бригады

161-я партизанская бригада имени Г. И. Котовского (бел. 161-я партызанская брыгада імя Р. І. Катоўскага) — это белорусское партизанское соединение, сформированное на базе нескольких партизанских отрядов, действовавших в Осиповичском районе. Партизаны действовали в пределах треугольника, образованного железнодорожными путями Осиповичи — Старые Дороги, Осиповичи — Бобруйск и шоссейной магистралью Бобруйск — Старые Дороги.

## История
161-я бригада им. Котовского была сформирована на основании приказа штаба руководства партизанскими отрядами Минской и Полесской областей от 6 января 1943 года из трёх партизанских отрядов: имени Дзержинского, имени Пархоменко, имени Челюскинцев.

### История партизанского отряда им. Дзержинского до вступления в состав бригады
В документах именуется как «Партизанский отряд Полонейчика», так как с января 1943 до лета 1944 командиром отряда им. Дзержинского был Михаил Сидорович Полонейчик. В так называемой «Летописи» бригады, которая находится в Национальном архиве Республики Беларусь, имеется запись:
Отряд Полонейчика организовался 15 августа 1941 года в Осиповичском районе Могилёвской области. Организатор отряда – Крылов Владимир. Отряд организовался из бойцов, которые оторвались от своих частей. Отряд был организован в количестве 32 человек и имел вооружение 5 автоматов, 4 ручных пулемёта, 23 винтовки СВТ.
О формировании данного отряда в одной из глав своей книги «Страницы бессмертия» также пишет Мачульский Роман Наумович, командир нескольких партизанских формирований, действовавших на территории Беларуси, Герой Советского Союза. После войны он сохранил тесные связи с участниками партизанского движения.
В «Страницах бессмертия» Р. Н. Мачульский объясняет, как формировалась одна из партизанских групп отряда:
Одну из первых партизанских групп возглавил Семён Маркович Ольховец, начальник Осиповичского районного земельного отдела. … В первые дни оккупации района он создал боевую группу из числа местных коммунистов и активистов, ставшую ядром будущего партизанского отряда имени Дзержинского.
Отряд Ольховца начал активно действовать с первых дней своего существования. Он занимался диверсиями, в том числе именно этот отряд первым в Осиповичском районе спустил под откос вражеский эшелон. Кроме того, отряд проводил разъяснительную работу с местным населением. Р. Н. Мачульский отмечает, что такая агитация принесла хорошие результаты.
В «Страницах бессмертия» пишется:
Вторую группу подпольщиков, которая базировалась, как и группа Ольховца, в Корытнянской даче, возглавил сержант Красной Армии Владимир Крылов. Позднее к ней присоединился лейтенант Фёдор Анисимов.
Отмечается, что последний был способным командиром. В вышеупомянутой книге Мачульского имеются сведения о том, что Ф. Анисимов хорошо знал немецкий язык. Неоднократно под его руководством проводились операции под прикрытием: партизаны, переодевшись в немецкую военную форму, врывались во вражеские гарнизоны.
Активными организаторами отряда им. Дзержинского, помимо С. Ольховца и Ф. Анисимова, Мачульский Р. Н. называет И. Горбеля, Ф. Голоцвана, П. Перегуда, М. Полонейчика и других.
Датой объединения различных групп под именем Ф. Э. Дзержинского Белорусская советская энциклопедия называет 23 марта 1942 года:
Атрад імя Ф.Э. Дзяржынскага, створаны ў сак. 1942 на базе груп У. Някрылыва (Крылова), Ф.М. Анісімава, С.М. Альхаўца, якія дзейнічалі з лета 1941 у Асіповіцкім районе.
Белорусская советская энциклопедия выделяет группу Ф. Анисимова, участвовавшую в создании партизанского отряда им. Дзержинского. Здесь наблюдается небольшое расхождение со словами Мачульского Р. Н., который пишет:
Первую военную зиму обе эти группы  [Ольховца и Крылова] провели в Корытнянской даче и в окрестных лесных деревнях,  действуя самостоятельно. В марте 1942 года они объединились.
В «Истории возникновения и боевой деятельности отряда им. Дзержинского» есть соответствующая запись по этому событию, в которой отмечается, что главным образом рост отряда начался с 20 марта 1942 года. В списках личного состава «дзержинцев» дата 20 марта совпадает с датой вступления в отряд будущего его командира Полонейчика Михаила Сидоровича.

### История партизанского отряда им. Пархоменко, им. Челюскинцев до вступления в состав бригады
В январе 1942 года в район деятельности группы С. Ольховца и В. Крылова с территории Глусского района прибыли ещё две партизанские группы, возглавляемые А. С. Шашурой и А. И. Кудашевым. Позднее эти формирования выросли в отряд имени Пархоменко и отряд имени Челюскинцев. Отряды А. С. Шашуры и А. И. Кудашева действовали совместно с отрядом им. Дзержинского .

### История 161-й партизанской бригады им. Г. И. Котовского
161-я бригада им. Котовского была сформирована на основании приказа штаба руководства партизанскими отрядами Минской и Полесской областей от 6 января 1943 года. Сразу же после образования бригады её командиром был назначен А. С. Шашура, комиссаром стал А. И. Кудашёв, заместителем командира по разведке — Ф. М. Анисимов, начальником штаба — В. Г. Лабзин. Соответственно, изменился и руководящий состав некоторых отрядов. В частности, командиром отряда им. Дзержинского стал М. С. Полонейчик, отряда им. Челюскинцев — Р. П. Светозаров, им. Пархоменко — сначала Голоцван, затем — А. Поляков. Руководящий состав отрядов и самой бригады в течение Великой Отечественной войны менялся.

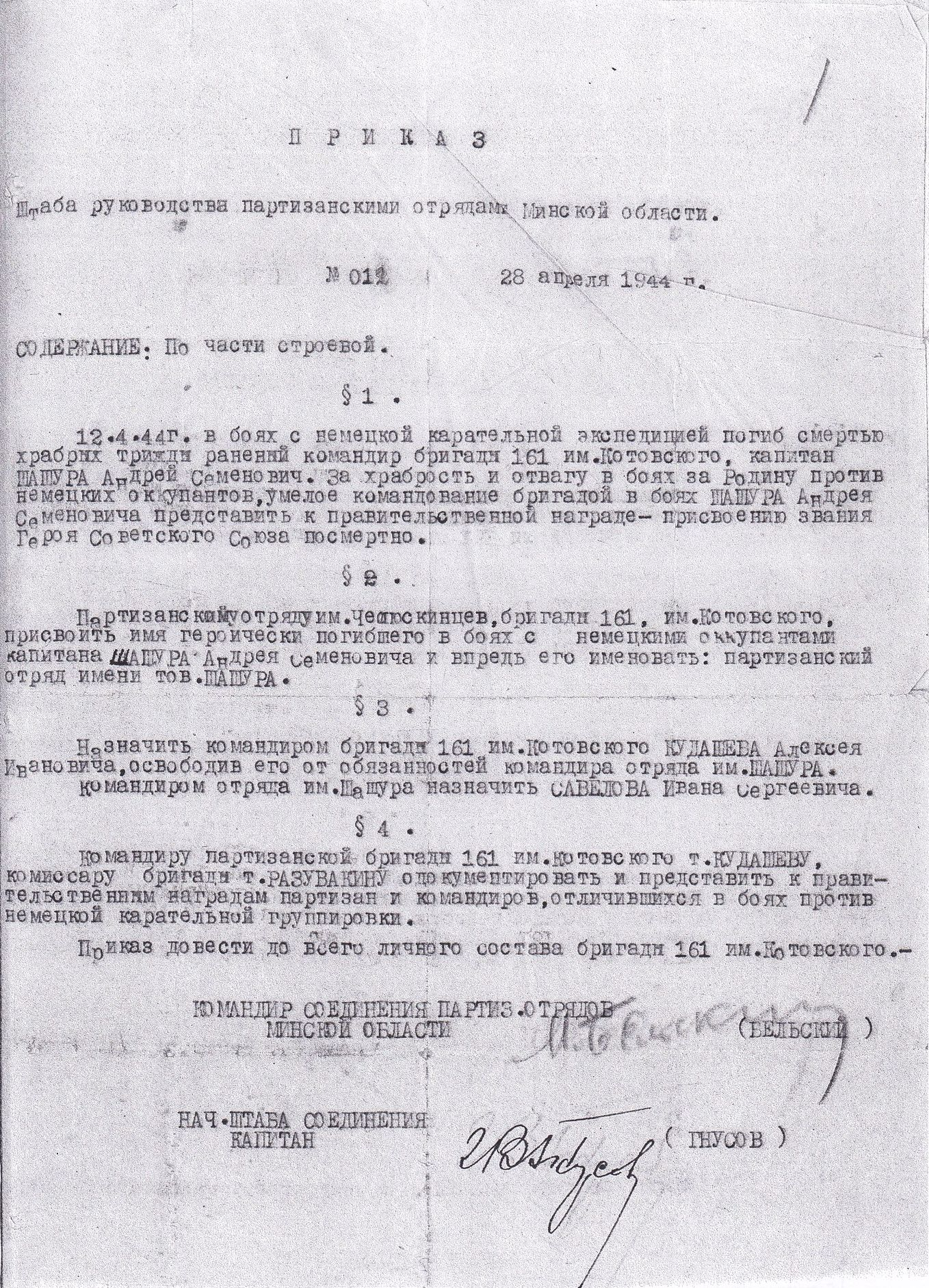
Приказ номер 23 Штаба руководства партизанскими отрядами Минской области от 28 апреля.

Со временем в составе бригады появлялись новые отряды. В марте 1943 года на базе инициативной группы, выделенной из бригады в феврале того же года, а также из числа местных жителей был сформирован отряд имени Молотова. Командир — Ф. М. Голоцван, комиссары — В. П. Гладков, Р. П. Старовойтов, начальник штаба — Б. И. Богданович.
Также существовал отряд им. Кирова, ранее носивший имя своего командира: «П. Ф. Перегудова 505-й». Командир — П. Ф. Перегудов, комиссар — С. М. Ольховец, начальник штаба — Д. А. Масалов.
Помимо этих отрядов, к бригаде в марте 1944 года, как об этом пишет Белорусская Советская Энциклопедия, присоединился отряд имени К. Я. Ворошилова, носивший номер 301. Мачульский Р. Н. приводит другую информацию — лето 1943 года. Отряд этот действовал самостоятельно с января 1943 года до момента своего слияния с бригадой. Командир — А. К. Крюк, комиссар — А. С. Лугин, начальник штаба — С. М. Погарцов.
В книге Р. Н. Мачульского «Страницы бессмертия» приводятся данные о численности бригады в середине 1943 года: около тысячи бойцов. В документе под номером 434 есть данные о 1944 годе: на первое мая — 900 человек, на 1 июля — 908 человек.
В руководстве бригады произошли некоторые кадровые перестановки в руководящем составе после смерти Андрея Семёновича Шашуры. Конкретно об этих переменах пишется в 12-м и 23-м приказах Штаба руководства партизанскими отрядами Минской области от 28 апреля и 18 мая соответственно. В соответствии с ними новым командиром бригады назначался Кудашёв Алексей Иванович, который являлся до этого командиром отряда им. Челюскинцев, который, в свою очередь, в соответствии с приказом, переименовывался в партизанский отряд имени товарища Шашура. На место командира отряда им. Шашура был назначен Савёлов Иван Сергеевич. В приказе под номером 23 от 18 мая 1944 года говорится о назначении Полонейчика Михаила Сидоровича на пост комиссара бригады.

## Боевая деятельность бригады
Событие, датируемое 20 февраля 1943 года и относящееся к партизанскому отряду им. Дзержинского: 
Партизанские семьи, подлежащие <утерянный текст> в конц. Лагеря в деревнях Радутичи и <утерянный текст> были эвакуированы. Вечером, в этот же день полицией была подожжена деревня Радутичи. Партизаны ворвались в деревню и уничтожили пожар.
Бригада провела большое количество операций, связанных с «рельсовой войной», проводила диверсии по разрушению коммуникаций и линий связи. За всё время, что существовала бригада, было спущено 67 вражеских эшелонов, были уничтожены 71 паровоз и 484 вагона, а также цистерны с горючим и платформы.
Мачульский Р. Н. пишет о необычной операции, проведённой отрядом имени Челюскинцев под командованием Ф. Светозарова. «Челюскинцы» пробрались в одну из деревень, где бесшумно обезоружили часового. После этого возникла проблема: все знали, что в гарнизоне противника было около сорока немцев и полицейских. Партизан же было всего 8. Прекрасно осознавая опасность данного «предприятия», Светозаров пошёл на хитрость. Немцам была послана следующая записка:
Ваш гарнизон окружён партизанами численностью 300 человек. Мы вооружены автоматами, имеем артиллерийскую батарею из 3 орудий. Во избежание кровопролития предлагаем сложить оружие, выйти из укрепления и сдаться. В противном случае гарнизон будет уничтожен. Ответ ожидаем через 20 минут.
Ответа не последовало. Разведка, отправленная Светозаровым для проверки гарнизона, доложила, что противник покинул своё расположение и отступил в Осиповичи.
Немцы действительно были обеспокоены по-настоящему «подрывной» деятельностью бригады. Охрана важных коммуникаций в районе деятельности «котовцев» только усиливалась. Против них проводились и карательные операции. В частности, в 1943 году было совершено 7 операций против партизан и мирного населения. В состав подразделений противника при этом входили от пяти до пятнадцати тысяч человек, применялись также бронетехника, артиллерия и авиация.
В документе 434 из Национального архива Республики Беларусь имеется несколько приказов относительно внутренних проблем бригады, будь то: злоупотребление алкоголем, деборшиства и т. д. Случались и действительно курьёзные случаи, вроде кражи крупного рогатого скота или драк с местным населением. В документе архива после описания каждого из подобных случаев следует вид наказания, который применялось к «нарушителям»: понижение в статусе, выдача в качестве личного оружия вместо автоматической винтовки более устаревшего оружия.

## Итоги деятельности бригады
Мачульский Роман Наумович пишет:
На боевом счету бригады имени Котовского - 95 подбитых и уничтоженных вражеских автомашин, 3155 перебитых рельсов, 16 взорванных железнодорожных мостов и 84 моста на шоссейных и гравийных дорогах, 105 километров разрушенных линий связи, 10 разгромленных вражеских гарнизонов. Среди них крупные гарнизоны на станциях Деревцы, Дороганово, Глуша, в деревнях Замостье, Межное и другие. Силами бригады убито и ранено свыше пяти тысяч немецких солдат и офицеров и их пособников. Котовцы освободили из фашистского плена свыше тысячи советских граждан.

## Память о бригаде
В мемориальном комплексе «Остров Зыслов», который расположен в Любанском районе Минской области, согласно постановлению Совета Министров Республики Беларусь от 8 апреля 1959 г. № 248 «О благоустройстве мест захоронения воинов Советской Армии, партизан и мирного населения, погибших в 1941—1945 гг. и об увековечении знаменательных мест и событий, связанных с Великой Отечественной войной на территории Белорусской ССР» размещена мемориальная доска, посвящённая в том числе и 161-й партизанской бригаде им. Г. И. Котовского.